# 山口県道63号下松田布施線
山口県道63号下松田布施線（やまぐちけんどう63ごう くだまつたぶせせん）は、山口県下松市西豊井と熊毛郡田布施町波野（はの）を結ぶ県道（主要地方道）である。

## 概要
元々は山口県道171号下松田布施線だったが、1982年（昭和57年）の主要地方道再編で全区間が主要地方道に昇格し、現行路線になった。
山陽自動車道熊毛ICから柳井方面へのアクセス道路としても利用されている。

### 路線データ
- 起点：下松市新川・下松病院前交差点（山口県道366号徳山下松線交点）
- 終点：熊毛郡田布施町波野・田布施町波野交差点（山口県道22号光柳井線交点）

## 歴史
- 1993年（平成5年）5月11日 - 建設省から、県道下松田布施線が下松田布施線として主要地方道に指定される[1]。

## 路線状況

### 重複区間
- 山口県道68号光日積線（光市塩田 地内）
- 山口県道162号石城山光線（熊毛郡田布施町宿井 地内）

## 地理

### 通過する自治体
- 下松市
- 周南市
- 光市
- 熊毛郡田布施町

### 交差する道路
- 山口県道366号徳山下松線（下松市新川・下松病院前交差点、起点）
- 国道188号下松バイパス（下松市西豊井・下松市昭和通交差点）
- 山口県道8号徳山光線（光市小周防・光市八幡所交差点）
- 山口県道144号光玖珂線（光市小周防・光市小周防交差点）
- 山口県道159号束荷一ノ瀬線（光市束荷〔つかり〕）
- 山口県道68号光日積線（光市塩田・源城交差点）
- 山口県道68号光日積線（光市塩田）
- 山口県道160号石城山公園線（光市塩田）
- 山口県道162号石城山光線（熊毛郡田布施町宿井）
- 山口県道162号石城山光線（熊毛郡田布施町宿井）
- 山口県道22号光柳井線（熊毛郡田布施町波野・田布施町波野交差点、終点）

### 沿線にある施設など
- 下松市立図書館
- 下松市役所
- 山口県警 下松警察署
- 山口県立下松高等学校
- 下松スポーツ公園
- 下松市役所 久保出張所
- 周南工流シティー
- JR岩徳線 大河内駅
- 光市周防出張所
- 周防工業団地
- 大和工業団地
- 光市農業振興拠点施設 里の厨
- 山口県立田布施農工高等学校
- JR山陽本線 田布施駅

沿線の名所・旧跡・観光地
- 降松神社
- 伊藤公記念公園
- 石城山（石城神社、神籠石）